# 수니사 리
수니사 리(영어: Sunisa Lee, 2003년 3월 9일~)는 미국의 체조 선수이다. 2020년 하계 올림픽 여자 기계 체조 개인 종합 부문에서 금메달을 획득했으며 단체전 은메달과 이단평행봉 동메달을 획득했다. 2024년 하계 올림픽에서는 단체전 금메달과 개인종합 동메달을 획득했다.
라오스 난민 출신 부모에게서 태어났으며 라오스 소수 민족인 몽족 출신이다. 원래 성씨는 파브솜푸(영어: Phabsomphou)이며 부모의 이혼 후 계부의 성씨를 따라 "리"로 성을 바꿨다. 그녀는 몽족계 미국인 최초의 올림픽 참가 선수이며 올림픽 체조 개인종합에서 우승한 최초의 아시아계 미국인이다. 